# Sauca (Vaslui)
Sauca es una localidad rumana de la comuna de Laza, en el condado de Vaslui.

## Historia
Hacia comienzos del siglo XX la localidad, que ya por entonces pertenecía al condado de Vaslui, tenía contabilizada una población de 641 habitantes.
En la segunda mitad del siglo XX la localidad había pasado a formar parte de la comuna de Laza. En el censo de 2021 la localidad tenía una población de 987 habitantes.